# Tribunal secret
Pour plus de détails, voir Fiche technique et Distribution.

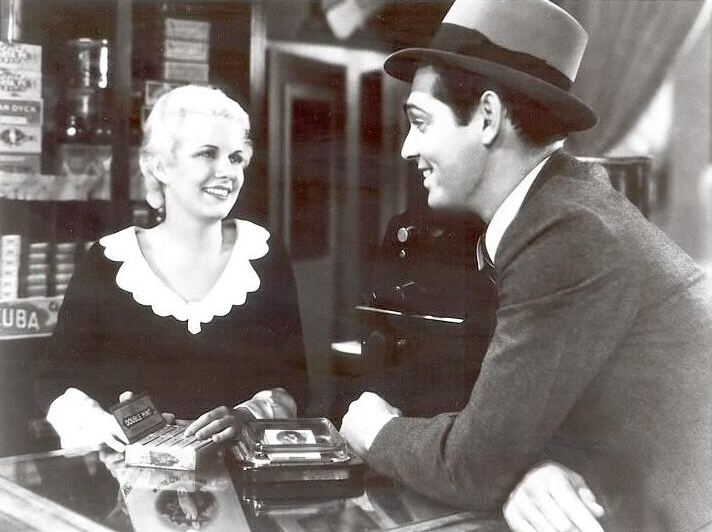
Jean Harlow et Clark Gable

Tribunal secret (titre original : The Secret Six) est un film américain en noir et blanc réalisé par George W. Hill, sorti en 1931.

## Synopsis
Pendant la prohibition, des gangs s'affrontent pour le contrôle des débits de boissons. Tribunal secret raconte l'ascension d'un second couteau. Wallace Beery, dans le rôle principal, incarne un ancien employé des abattoirs, Louis Scorpio, devenu homme de main de Newton, patron de la pègre. Clark Gable, dans un second rôle, interprète un journaliste qui couvre les faits divers à l'Examiner. Louis Scorpio tente de le corrompre pour l'inciter à soutenir dans la presse un homme de paille corrompu en lice pour les élections. Clark Gable refuse et s'engage dans la lutte contre la corruption en renseignant un tribunal secret, the Secret Six, qui lutte contre la pègre.

## Fiche technique
- Titre : Tribunal secret
- Titre original : The Secret Six
- Réalisateur : George W. Hill
- Scénario et dialogues : Frances Marion
- Photographie : Harold Wenstrom
- Montage : Blanche Sewell
- Musique : Marlin Skiles
- Directeur artistique : Cedric Gibbons
- Décors : Edgar G. Ulmer (non crédité)
- Costumes : René Hubert
- Producteurs : George W. Hilll et Irving Thalberg (non crédité)
- Sociétés de production : Cosmopolitan Productions et Metro-Goldwyn-Mayer
- Société de distribution : Metro-Goldwyn-Mayer
- Pays de production :  États-Unis
- Langue originale : anglais américain
- Langues de tournage : anglais américain, italien
- Format : Noir et blanc — 35 mm — 1,37:1 — son : Mono (Western Electric Sound System)
- Genre :  drame, policier, thriller
- Durée : 83 minutes (1 h 23)
- Date de sortie :
  - États-Unis : 18 avril 1931

## Distribution
- Wallace Beery : Louis Scorpio
- Lewis Stone : Newton
- John Mack Brown : Hank
- Jean Harlow : Anne
- Marjorie Rambeau : Peaches
- Clark Gable : Carl
- Paul Hurst : Mizoski
- Ralph Bellamy : Johnny Franks
- John Miljan : Smiling Joe Colimo
- DeWitt Jennings : chef Donlin
- Theodore von Eltz : le procureur général Keeler
- Frank McGlynn Sr. : le juge
- Tom London : un gangster

## À noter
- C'est le premier film de Clark Gable avec Jean Harlow avec laquelle il partagea l'affiche six fois. Il interprétera à nouveau un journaliste dans New York-Miami (1934) et dans Souvent femme varie (1934).